# Caenohalictus incertus
Caenohalictus incertus là một loài Hymenoptera trong họ Halictidae. Loài này được Schrottky mô tả khoa học năm 1902.